# Ranunculus insignis
Ranunculus insignis är en ranunkelväxtart som beskrevs av Joseph Dalton Hooker. Ranunculus insignis ingår i släktet ranunkler, och familjen ranunkelväxter. Inga underarter finns listade i Catalogue of Life.